# Яблонов (Косовский район)
Я́блонов (укр. Яблунів) — посёлок в Косовском районе Ивано-Франковской области Украины. Административный центр Яблоновской поселковой общины.

## История
В прошлом — резиденция Яблоновских.
В январе 1989 года численность населения составляла 1834 человек.
На 1 января 2013 года численность населения составляла 2056 человек.

### Известные люди
В Яблонове родились:
- Лютник, Ульяна Милиевна — украинская спортсменка, Мастер спорта Украины международного класса.
- Матиев-Мельник, Николай — украинский писатель и журналист.
- Яблоновский, Станислав Ян — глава рода Яблоновских, один из величайших польских полководцев конца XVII века, удостоенный императором Священной Римской империи Леопольдом I в 1698 году княжеского титула.
- Анна Верцберг — мать великого французского мима Марсель Марсо.